# Anomodon (planta)
|  | Per a altres significats, vegeu «Anomodon». |

Anomodon és un gènere de molsa de la família de les tuidiàcies.
Una de les espècies conegudes del gènere és Anomodon longifolius, tot i així, l'espècie es considera rara a la península Ibèrica. Se la situa a les províncies de Barcelona, Guipúscoa i Navarra. També es pot trobar a Girona, la Garrotxa i el Collell. Viu sobre roques calcàries humides de les fagedes i de les rouredes. La col·lecció de briofits legada per en J. Vives a la Universitat Autònoma de Barcxelona inclou alguns exemplars del gènere.